# A.J. Brederoo
 A.J. "Nol" Brederoo ( 1917-1999 ) fue un botánico y cactólogo neerlandés.

## Algunas obras
- a.j. Brederoo, j.d. Donald. 1986. Sulcorebutia vizcarrae var. laui Bred. Don. var. nova (slot). Succ. 65: 106-108

- c.a.l. Bercht, a.j. Brederoo. 1984. Neubeschreibung von Melocactus ammotrophus Buining et Brederoo sp. nov. (Holl.) Succulenta 63: 33 - 38

- a.f.h. Buining, a.j. Brederoo, l. Diers, j. Theunissen. 1976. Discocactus. Ed. Buining-fonds, 223 pp.
- La abreviatura «Brederoo» se emplea para indicar a A.J. Brederoo como autoridad en la descripción y clasificación científica de los vegetales.[2]